# Frontera entre l'Argentina i l'Uruguai

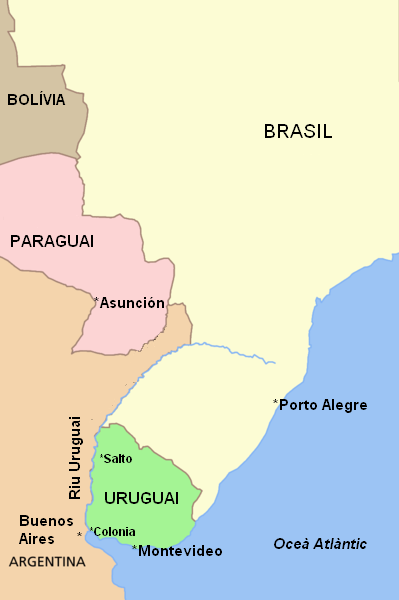
L'actual frontera travessa 6 departaments de l'Uruguai i 3 províncies de l'Argentina.
Argentina: Buenos Aires, Entre Ríos i Corrientes.
Uruguai: Colonia, Soriano, Río Negro, Paysandú, Salto i Artigas.

La frontera entre l'Argentina i l'Uruguai és una línia de 579 km marcada pel riu Uruguai que separa l'Argentina de l'Uruguai. Comença al trifini Uruguai-Argentina-Brasil, a la desembocadura del riu Cuareim amb el riu Uruguai. El curs fluvial continua, passant a l'oest dels departaments uruguaians d'Artigas, Salto, Paysandú, Río Negro, Soriano i Colonia, i a l'est de les províncies argentines de Misiones, Corrientes, Entre Ríos i Buenos Aires, fins a desembocar al Riu de la Plata.

## Història
El riu Uruguai sempre va ser un límit marcat d'Amèrica del Sud, separant l'antiga Banda Oriental. En funció de la presència d'aquest riu, la frontera entre l'Uruguai i l'Argentina no va ser molt contestada. Per això, des del 2005 hi ha conflictes entre els dos països riuplatencs en la coneguda "guerra del paper", causada originalment per dos projectes uruguaians per a instal·lar dues plantes de cel·lulosa en la vora del riu Uruguai, a la ciutat de Fray Bentos.
Des de 1815-16 el govern del Regne Unit de Portugal, Brasil i Algarves (Brasil abans de la independència) procurava annexar la regió de l'actual Uruguai al Brasil. Aquest fet va ocórrer amb la victòria brasilera contra els uruguaians durant la batalla de Tacuarembó el 1820. La regió fou denominada Província Cisplatina del ja independent Imperi del Brasil.
Fou represa pels uruguaians amb el suport de les tropes de l'Argentina el 25 d'agost de 1828. En acabar la guerra, amb el tractat de Montevideo, es va crear la sobirana República Oriental de l'Uruguai. L'actual frontera fou establerta en aquest moment. El mateix nom oficial de l'Uruguai, República Oriental de l'Uruguai, assenyala que el país es troba a l'orient -est- del riu Uruguai.

## Punts de passatge
El riu és ben navegable per embarcacions majors des del Riu de la Plata fins a Concepción del Uruguay, Argentina, i fins a Paysandú, Uruguai. Les embarcacions petites poden anar-hi fins a Concordia, a l'Argentina, i fins a Salto, a l'Uruguai. Una presa internacional (Uruguai i Argentina) per a la producció d'energia hidroelèctrica s'ubica a Salto Grande, sobre el riu Uruguai.